# Aux frontières de la ville
Pour plus de détails, voir Fiche technique et Distribution.
Aux frontières de la ville (The Fringe Dwellers) est un film australien réalisé par Bruce Beresford, sorti en 1986.

## Synopsis
C'est l'histoire d'une famille aborigène qui vit dans les bidonvilles, aux périphéries d'une grande cité australienne, et qui tente de sortir de la marginalité en s'installant dans les quartiers habités par la communauté blanche. Mais cette famille regrette bientôt la convivialité de leur zone initiale,.

## Fiche technique
- Titre original : The Fringe Dwellers
- Titre français : Aux frontières de la ville
- Réalisation : Bruce Beresford
- Scénario : Bruce Beresford et Rhoisin Beresford
- Direction artistique : Stewart Way
- Photographie : Donald McAlpine
- Montage : Tim Wellburn
- Musique : George Dreyfus
- Production : Sue Milliken
- Pays d'origine : Australie
- Format : Couleurs - 35 mm - Mono
- Genre : drame
- Durée : 98 minutes
- Dates de sortie :
  - France : mai 1986 (Festival de Cannes 1986)
  - Australie : 23 octobre 1986

## Distribution
- Justine Saunders : Mollie Comeaway
- Kristina Nehm : Trilby Comeaway
- Kylie Belling : Noonah Comeaway
- Bob Maza : Joe Comeaway
- Denis Walker : Bartie Comeaway
- Ernie Dingo : Phil
- Oodgeroo Noonuccal : Eva
- Marlene Bell : Hannah
- Malcolm Silva : Charlie
- Michele Miles : Blanchie
- Michelle Torres : Audrena

## Sélection
- Festival de Cannes 1986 : sélection en compétition[3].